# Pavonia pabstii
Pavonia pabstii là một loài thực vật có hoa trong họ Cẩm quỳ. Loài này được Krapov. & Cristóbal mô tả khoa học đầu tiên năm 1993.